# بالوی
بالوی در شاهنامه نام یکی از نامداران ِ ایرانی است، که همراه با خسروپرویز به روم گریخت.
برجسته‌ترین کار ِ بالوی در شاهنامه، رساندن پیامی از جانب پادشاه ایران به قیصر روم می‌باشد.
بعد از آنکه خسروپرویز دوباره به تاج و تخت ایران دست یافت، به پاس خدمات و پایمردی‌های بالوی، فرمانروایی شهر چاچ را به وی واگذار کرد.
حکیم فردوسی در بیتی از شاهنامهٔ جاودانهٔ خویش، از بالوی و برخی دیگر از نامداران ِ ایرانی چنین سخن گفته‌است:
| بفرمود گستهم و بالوی را |  | همان اندیان ِ جهان جوی را |